# Felice Cece

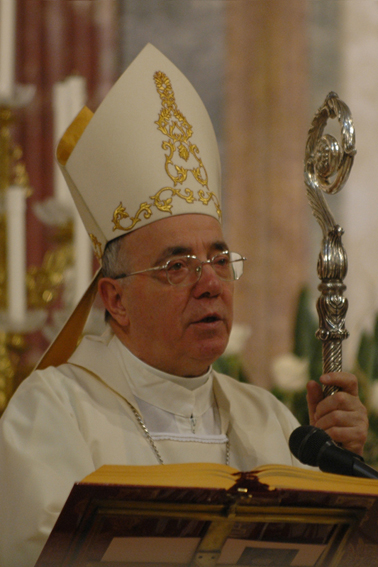
Erzbischof Felice Cece (2007)

Felice Cece (* 2. März 1936 in Cimitile, Provinz Neapel, Italien; † 12. Mai 2020 in Castellammare di Stabia) war ein italienischer Geistlicher und römisch-katholischer Erzbischof von Sorrent-Castellammare di Stabia.

## Leben
Felice Cece besuchte das Bischofsseminar von Nola, das Regionalseminar von Salerno und das Päpstliche Seminar von Kampanien. Er studierte Theologie an der Päpstlichen Fakultät von Posillipo und Philosophie an der Universität von Neapel. Am 5. Juli 1959 empfing er durch Bischof Adolfo Binni in der Kathedrale von Nola die Priesterweihe für das Bistum Nola. Er war Assistent der Katholischen Aktion, Professor für dogmatische Theologie am Regionalseminar von Benevento und Gymnasiallehrer für Geschichte und Philosophie am Bischöflichen Lyzeum von Nola, Direktor der Theologischen Schule „Giovanni Duns Scoto“, Direktor des Katechetischen Amtes und Bischofsvikar.
Papst Johannes Paul II. ernannte ihn am 17. August 1984 zum Bischof von Calvi und Teano. Die Bischofsweihe spendete ihm in der Kathedrale von Nola der Präfekt der Kongregation für die Bischöfe, Bernardin Kardinal Gantin, am 20. Oktober desselben Jahres; Mitkonsekratoren waren Giuseppe Costanzo, Bischof von Nola, und Matteo Guido Sperandeo, emeritierter Bischof von Calvi und Teano. 1987 wurde er Sekretär der Bischofskonferenz von Kampanien. 1988 wurde er zudem Apostolischer Administrator von Sorrent-Castellammare di Stabia.
Am 8. Februar 1989 berief ihn Papst Johannes Paul II. zum Erzbischof von Sorrent-Castellammare di Stabia. Papst Benedikt XVI. nahm am 10. März 2012 das von Felice Cece aus Altersgründen vorgebrachte Rücktrittsgesuch an.